# وودهاست
وودهاست (به انگلیسی: Woodhurst) یک روستا و محله مدنی در بریتانیا است که در هانتینگدونشر واقع شده‌است. وودهاست ۳۷۹ نفر جمعیت دارد.